# Lingue d'oïl
Le lingue d'oïl costituiscono una famiglia linguistica all'interno delle lingue galloromanze, la più diffusa delle quali è il francese.
Queste lingue derivano dal francese antico di epoca medievale (X-XIII secolo), spesso chiamato appunto "lingua d'oïl", derivante dal gallo-romano e poi sviluppatosi soprattutto nel centro-sud della Francia.
La denominazione "d'oïl" nacque come metodo per distinguere le varietà linguistiche della Francia settentrionale e meridionale basandosi sulle differenti modalità di esprimere un'affermazione (il "sì"), in ciascuna varietà: Ed ecco, quindi, rispettivamente:
- la lingua "d'oil" (da cui oui, in francese), parlata nel centro-nord della Francia;
- la lingua "d'oc", parlata nel centro-sud della Francia (Occitania) e utilizzata soprattutto dai poeti trovatori;
- la lingua del sì (cioè la nascente lingua italiana).

Molti sostengono che questa distinzione sia di origine dantesca, mentre altri riportano che le due espressioni furono in uso già qualche tempo prima, nel XIII secolo e Dante Alighieri avrebbe solamente aggiunto l'espressione lingua di sì, per riferirsi al toscano ed alle lingue oggi classificate come "italo-dalmate".
Con la denominazione della lingua d'oil, si raggruppano diversi dialetti di un'unica derivazione, chiamate anche lingue regionali di Francia, il cui elenco è stabilito sulla base del rapporto, dell'aprile 1999, del Professor Bernard Cerquiglini:
- borgognone
- berrichon
- champenois
- francese (franciano)
- francoconteese
- gallo
- lorenese
- angevino-mayennese
- normanno
- piccardo
- pittavino-santongese
- vallone

Alcune varietà di normanno (normand) (p.es. jersiais, guernesiais e sercquiais) sono parlate nelle Isole anglo-normanne e riconosciute come lingue regionali dai governi delle isole (il jersiais e il guernesiais sono riconosciuti come lingue regionali delle isole britanniche dal Regno Unito e la Repubblica d'Irlanda e dalla cattedra del Consiglio britannico-irlandese).
Il vallone (wallon), il piccardo (picard), il lorenese (lorrain, detto gaumais) ed il champenois sono riconosciuti in Vallonia (Belgio) e si trovano collegamenti con altre lingue autoctone.